# 91st Missile Wing
Le 91st Missile Wing est une unité de missiles stratégiques Minuteman appartenant à l'Air Force Space Command de l'United States Air Force basée à Minot Air Force Base dans le Dakota du Nord.